# Himna Narodov
Himna Narodov je film režiserja Alexandra Hammida, vsebujoč Inno delle nazioni - delo za solo tenor, zbor in orkester. V zgodnjih 1860-ih ga je napisal Giuseppe Verdi. V svojem delu je Verdi uporabil italijansko, francosko in britansko himno.

## Nastanek
Decembra 1943 je Arturo Toscanini posnel izvedbo te skladbe za Urad vojnih informacij. Dokumentarec je nastal v odgovor na zavezniško Izkrcanje v Italiji in opisuje vlogo italijanskih Američanov pri invaziji in v drugi svetovni vojni. Toscanini je v skladbo dodal "The Star Spangled Banner" za ZDA in "Internacionalo" za Sovjetsko zvezo in za italijanske partizane.
V film je vključena tudi Verdijeva opera La Forza del Destino.

## Cenzura
Med Rdečim preplahom v 1950-ih naj bi vlada Združenih držav Amerike iz posnetka izbrisala 'Internacionalo'. Uspešnosti tega nasprotuje verzija filma iz 1960-ih.